# Javier Culson
Javier Culson, född 25 juli 1984, är en puertoricansk friidrottare som tävlar i häcklöpning.
Culson deltog vid VM 2007 där han blev utslagen i semifinalen på 400 meter häck. Vid OS 2008 blev han även där utslagen i semifinalen. Vid OS i London 2012 vann Javier Culson bronsmedaljen med tiden 48,10.
Han deltog vid VM 2009 i Berlin där han förbättrade sitt personliga rekord i finalen till 48,09 vilket räckte till en silvermedalj bakom Kerron Clement.

## Personliga rekord
- 400 meter häck - 47,72